# Julija Rusanowa
Julija Igoriewna Rusanowa, Stiepanowa (ros. Юлия Игоревна Русанова; ur. 3 lipca 1986) – rosyjska lekkoatletka specjalizująca się w biegu na 800 metrów.
W 2011 odniosła swój pierwszy międzynarodowy sukces zdobywając brązowy medal halowych mistrzostw Europy. Finalistka mistrzostw świata z Daegu (2011) oraz halowych mistrzostw świata ze Stambułu (2012). Stawała na podium mistrzostw Rosji.
W styczniu 2013 wykryto w jej organizmie środki dopingujące, przez co została zdyskwalifikowana na dwa lata (do 27 stycznia 2015). Anulowano także wszystkie jej rezultaty osiągnięte od dnia 3 marca 2011.
Na ME Amsterdam 2016 jako jedyna rosyjska zawodniczka została dopuszczona do startu, ale nie reprezentowała Rosji. Wystartowała jako sportowiec neutralny pod flagą European Athletic Association. W swoim biegu eliminacyjnym na 800 m doznała kontuzji i nie ukończyła go. Ponadto okazało się, że przekroczyła tor na pierwszym okrążeniu i w rezultacie została zdyskwalifikowana.
Rekordy życiowe: stadion – 1:58,99 (23 lipca 2009, Czeboksary) / 1:56,99 (22 lipca 2011, Czeboksary – wynik anulowany z powodu dopingu zawodniczki); hala – 1:58,14 (17 lutego 2011, Moskwa). 

## Osiągnięcia
| Rok  | Impreza                   | Miejsce   | Lokata     | Wynik | Reprezentacja |
| ---- | ------------------------- | --------- | ---------- | ----- | ------------- |
| 2011 | Halowe mistrzostwa Europy | Paryż     | 3. miejsce | DSQ   | Rosja         |
| 2011 | Mistrzostwa świata        | Daegu     | 8. miejsce | DSQ   | Rosja         |
| 2012 | Halowe mistrzostwa świata | Stambuł   | 6. miejsce | DSQ   | Rosja         |
| 2016 | Mistrzostwa Europy        | Amsterdam | –          | DSQ   | EAA           |